# Gabriel Gatwech Chan
Gabriel Gatwech Chan (auch: Tang-Ginye, Tanginye = Spitzname „Langpfeife“, Gen Tang; geb. ~ 1960; gest. 5. Januar 2017) war ein Nuer und Kommandant in verschiedenen Rebellenmilizen im Südsudan. General Tanginye führte eine südliche Grenzmiliz, die mit der Regierung in Khartum verbündet war, während des Zweiten Sudanesischen Bürgerkriegs. Mitglieder der sudanesischen Streitkräfte, die Gen Tang gegenüber loyal waren, stießen 2006 in Malakal bei der Schlacht von Malakal mit den Einheiten der Sudan People’s Liberation Army (SPLA) zusammen, wobei ca. 150 Menschen getötet wurden. 2009 kam es zu einem Bruch des Friedensabkommens. Im April 2011 wurden bei Zusammenstößen zwischen der Miliz von Tang und der SPLA im Bundesstaat Jonglei nach Regierungsangaben mindestens 57 Menschen getötet. Kurz darauf ergab sich Tanginye der SPLA und wurde in Juba unter Hausarrest gestellt, wo er ein Gerichtsverfahren erwartete. Während des Bürgerkriegs im Südsudan verbündete er sich mit der SPLA-IO und später mit der Miliz von Lam Akol, einer Rebellengruppe, die ihr Zentrum in Juba hatte und sich National Democratic Movement (NDM) nannt. Dort errang er die Position des Stabschefs. Im Januar 2017 besuchte er eine Verbündete Rebellengruppe, die Tiger Faction New Forces, im Gebiet von Hamra im nördlichen Upper Nile. Im Verlauf seines Besuchs wurden die Tiger von Kämpfern attackiert, die mit der SPLM-IO verbündet waren, Milizen von John Uliny, und Tanginye wurde zusammen mit den meisten der „Tiger“ getötet.

## Sudanesische Bürgerkriege
Während des Ersten Bürgerkriegs im Sudan (Anyanya Rebellion) schloss sich Tanginye der Anyanya-Bewegung an. Er war gegen das Addis-Abeba-Abkommen (1972), welches den Krieg beendete, daher schloss er sich der von Nuer gebildeten Miliz Anyanya II an. 1984 verbündeten sich er und andere Anführer der Anyanya II mit der sudanesischen Regierung um gegen die von Dinka dominierte Sudan People’s Liberation Army zu kämpfen. Während viele Kämpfer der Anyanya II sich um 1988 der SPLA anschlossen, blieb Tanginye mit seinen Truppen der Regierung des Sudan treu. Dann schlossen sich Tanginye und seine Truppen der SPLA-Nasir-Faktion an, nachdem diese sich 1991 von der SPLA losgesagt hatte. Tanginye ging im Zuge des Friedensvertrags von Khartoum 1997 (Khartoum Peace Agreement of 1997) zu den South Sudan Defence Forces über. Nachdem Lam Akol sich im Oktober 2003 lossagte, befürchtet die sudanesische Regierung den Verlust der Region Upper Nile. Sie rüstete Tanginyes Truppen mit Booten, Lastwagen, Waffen und Munition aus und Tanginye führte 2004 einen Feldzug im Gebiet des heutigen Western Nile State aus um die SPLA aus diesem Gebiet zu vertreiben. Durch das Kriegsgeschehen kamen hunderte Menschen ums Leben und zehntausende Zivilisten wurden vertrieben. Die Dörfer wurden geplündert und verbrannt. Tanginye wurde 2004 zum Major General der Sudanese Armed Forces ernannt. Ander als viele pro-sudanesische Milizionäre, die sich in die SPLA integrieren ließen, unterzeichnete Tanginye nicht die Juba Declaration (8. Januar 2006). Trotzdem ging sein Brigadier John Both zur SPLA über und nahm etwa 70 % von Tanginyes Truppen mit sich. Die verbleibenden Truppen hatten nur noch eine Stärke von geschätzt 500 Mann.

## 2005–2011

Lage von Malakal im Sudan vor 2011.

Nachdem das Naivasha-Abkommen 2005 das Ende des Zweiten Sudanesischen Bürgerkrieges besiegelte, wurden Tanginyes Truppen Teil der Joint Integrated Units. Er hielt sich von da an hauptsächlich in Khartum auf und besuchte nur noch gelegentlich den Süden. 2006 bot die SPLA an, Tanginye als Commissioner von Fangak zu beauftragen, aber Spannungen verschärften sich, weil Tanginye seine 'persönlichen' Sudanese Armed Forces (SAF)-Kämpfer und seinen Rang in der SAF behalten wollte. Es kam zu Gefechten zwischen den Truppen der SAF und der SPLA, die beide zur Joint Integrated Unit in Malakal gehörten. Bei dieser Schlacht von Malakal kamen 150 Menschen zu Tode. Als Tanginye 2009 Malakal besuchte, um Verwandte zu besuchen, kam es erneut zu Scharmützeln zwischen Einheiten der Sudanese Armed Forces, welche früher Mitglieder von Tanginyes Miliz gewesen waren, und den SPLA-Einheiten. 60 Personen wurden getötet. Im September 2010 wurde Tanginye von Salva Kiir eine Amnestie angeboten und er besuchte Juba und Bentiu und traf sich mit Nuer, die Mitglieder der SPLM waren. Berichten zufolge stimmte er zu, der SPLA beizutreten, blieb aber in den folgenden Monaten stumm. Mitglieder der SAF in Malakal in der Joint Integrated Unit, die Tanginye gegenüber loyal geblieben waren, sorgten sich, weil ihre Zukunft unsicher blieb und einige waren gegen die Idee, dass Tanginye sich der SPLA anschließen solle. Anfang Februar 2011 kam es erneut zu Scharmützeln zwischen den SAF-Einheiten in Malakal, und bald darauf ereigneten sich auch in anderen Städten in Upper Nile, inklusive Paloich, bewaffnete Zusammenstöße. Diese Gefechte führten zu 50 Toten. Mitte Februar 2011, berichtete Pagan Amum, dass Tanginye nach Süden zurückgekehrt sei mit 300 Männern und Lastwagen mit montierten Maschinengewehren, welche von Khartum bereitgestellt worden seien. Pagan sagte, dass Tanginye auf dem Weg nach Fangak sei um sich George Athors Rebellion anzuschließen. Anfang April 2011 versammelte Tanginye einige seiner Männer bei Kaldok, Fangak County, offenbar um sie in die SPLA einzugliedern. Am 20. April wurde ein Offizier, der sich weigerte, sich integrieren zu lassen, getötet. Am 23. und 24. April trafen dann wieder Tanginyes Truppen auf SPLA-Truppen unter dem Kommando von Brigadier General Gatwich Gai;  7 Soldaten der SPLA und 57 von Tanginyes Männern starben. Am 25. April ergaben sich Tanginye und 1.300 seiner Männer an die SPLA. Er wurde daraufhin in Juba unter Hausarrest gestellt.

## Nach der Unabhängigkeit des Südsudan
Tanginye war noch immer arrestiert, als der Südsudan am 9. Juli 2011 das Unabhängigkeitsreferendum durchführte. Am 7. Oktober 2013 erließ Präsident Salva Kiir jedoch eine Amnestie für Tanginye und andere frühere Miliz-Kommandanten. Am 29. November 2013 wurde Tanginye zum Major General in der SPLA ernannt. Nach dem Beginn des Bürgerkriegs im Südsudan schloss Tanginye sich der SPLA-IO an. Tanginyes Nuer-Kämpfer attackierten Schilluk-Siedlungen im Panykang County im Dezember 2013 und Januar 2014. Tanginyes Kämpfer wurden in New Fangak stationiert und kämpften hauptsächlich gegen die Agwelek Forces von Johnson Olony, bis diese ihre Allianz mit der SPLA am 14. Mai 2015 beendeten. Von da an agierten Olonys Truppen gemeinschaftlich mit denen von Tanginye. Am 23. Juni 2015 eroberten Tanginye und sein Kamerad aus der SPLA-IO, General Thomas Mabor Dhol, Malakal von der 1st Division der SPLA in einer opportunistischen Attacke mit einer Mannschaft, die aus Truppen aus den Counties Ulang und Fangak kamen, zusammen mit einigen Männern von Johnson Olony. Im Juni 2015 unterzeichnete Tanginye einen Brief, in dem er seine Frustration gegenüber Riek Machar ausdrückte, und im August 2015 verließ er die SPLA-IO und schloss sich Gabriel Changson Changs Federal Democratic Party/South Sudan Armed Forces an. Lam Akol nahm Tanginye dann in sein, hauptsächlich aus Schilluk bestehendes, National Democratic Movement als Chief of Staff auf, eine verzweifelte Wahl, zieht man Tanginyes brutale Kampagnen gegen die Schilluk in Betracht. Tanginye sollte nach Fangak gehen, um Truppen für die NDM auszuheben, aber im Januar 2017 besuchte er eine mit der NDM verbündete Gruppe, die Tiger Faction New Forces, im Gebiet von Hamra im nördlichen Upper Nile. Im Verlauf seines Besuches wurden die „Tiger“  von Kämpfern angegriffen, die mit der SPLM-IO verbündet waren, Truppen von John Uliny, und Tanginye wurde zusammen mit den meisten der „Tiger“ getötet.